# Praeterleptonetidae
Famille
Les Praeterleptonetidae constituent une famille fossile d'araignées aranéomorphes.

## Distribution
Les espèces de cette famille ont été découvertes dans de l'ambre de Birmanie. Elles datent du Crétacé.

## Description
Elles ressemblent aux Leptonetidae.

## Liste des genres
Selon The World Spider Catalog 19.5 :
- † Autotomiana Wunderlich, 2015
- † Biapophyses Wunderlich, 2015
- † Palaeohygropoda Penney, 2004
- † Praeterleptoneta Wunderlich, 2008

## Publication originale
- Wunderlich, 2008 : The dominance of ancient spider families of the Araneae: Haplogyne in the Cretaceous, and the late diversification of advanced ecribellate spiders of the Entelegynae after the Cretaceous–Tertiary boundary extinction events, with descriptions of new families. Beiträge zur Araneologie, vol. 5, p. 524–675 (en).